# Saski Baskonia
Il Saski Baskonia S.A.D. è un club spagnolo di pallacanestro di Vitoria-Gasteiz, nella comunità dei Paesi Baschi.

## Storia
Fondato nel 1952 come sezione cestistica del Club Deportivo Vasconia, negli anni settanta raggiunge la massima serie spagnola e poi, nel corso degli anni novanta, diventa una delle potenze emergenti del basket spagnolo ed europeo, raggiungendo in più occasioni le Final Four di Eurolega e arrivando due volte in finale: la prima nel 2001, perdendo dalla Virtus Bologna targata Kinder in cinque gare (fu l'unico anno di questa formula, derivante dal disaccordo ULEB-FIBA), la seconda nel 2005, arrendendosi al cospetto del Maccabi Tel Aviv, ma non prima di aver eliminato il CSKA Mosca, dato per strafavorito poiché si giocava le finali in casa. In territorio spagnolo, il club ha raggiunto per quattro volte il titolo della Liga ACB, nel 2002, 2008, 2010 e 2020, vincendo per sei volte la Coppa del Re.
Nel 2009 Tau Ceramica, dopo 23 anni, chiude il rapporto di sponsorizzazione con il team basco, dopo che ad andarsene, sul campo, era stato anche uno dei giocatori di maggior caratura tecnica degli ultimi anni della squadra, Igor Rakočević.

## Roster 2024-2025
Aggiornato al 10 agosto 2024.
|    | Naz.                                            | Ruolo | Sportivo                | Anno | Alt. | Peso | Note |
| -- | ----------------------------------------------- | ----- | ----------------------- | ---- | ---- | ---- | ---- |
| 0  | Stati Uniti (bandiera) · Porto Rico (bandiera)  | P     | Markus Howard           | 1999 | 178  | 79   |      |
| 2  | Estonia (bandiera) · Spagna (bandiera)          | AP    | Sander Raieste          | 1999 | 204  | 95   |      |
| 6  | Russia (bandiera) · Spagna (bandiera)           | G     | Pavel Savkov            | 2002 | 201  |      |      |
| 8  | Lituania (bandiera) · Spagna (bandiera)         | AP    | Tadas Sedekerskis       | 1998 | 204  | 101  |      |
| 9  | Francia (bandiera)                              | AP    | Timothé Luwawu-Cabarrot | 1995 | 201  | 98   |      |
| 10 | Serbia (bandiera)                               | PG    | Ognjen Jaramaz          | 1995 | 193  | 88   |      |
| 11 | Stati Uniti (bandiera)                          | P     | Trent Forrest           | 1998 | 194  | 95   |      |
| 17 | Grecia (bandiera)                               | GA    | Nikos Rogkavopoulos     | 2001 | 203  | 91   |      |
| 18 | Senegal (bandiera) · Spagna (bandiera)          | C     | Khalifa Diop            | 2002 | 211  | 105  |      |
| 44 | Stati Uniti (bandiera) · Georgia (bandiera)     | P     | Kamar Baldwin           | 1997 | 185  | 86   |      |
| 45 | Stati Uniti (bandiera) · Azerbaigian (bandiera) | C     | Donta Hall              | 1997 | 208  | 104  |      |
| 95 | Nigeria (bandiera)                              | AG    | Chima Moneke            | 1995 | 196  | 101  |      |
| 99 | Croazia (bandiera)                              | C     | Luka Šamanić            | 2000 | 208  | 105  |      |

### Staff tecnico
| Allenatore: | Pablo Laso                         |
| Assistenti: | Xabier Aspe, David Gil, Nacho Juan |

## Palmarès

### Titoli nazionali
- Campionato spagnolo: 4

2001-02, 2007-08, 2009-10, 2019-20
- Copa del Rey: 6

1995, 1999, 2002, 2004, 2006, 2009
- Supercoppa spagnola: 4

2005, 2006, 2007, 2008
- Copa Príncipe de Asturias: 1

1985

### Titoli europei
- Coppa d'Europa: 1

1995-96

## Riconoscimenti individuali
MVP Liga ACB
- Kenny Green - 1997
- Andrés Nocioni - 2004
- Luis Scola - 2005, 2007
- Iōannīs Mpourousīs - 2016

Rivelazione stagione Liga ACB
- Mirza Teletović - 2008

MVP delle finali della Liga ACB
- Elmer Bennett - 2002
- Pete Mickeal - 2008
- Luca Vildoza - 2020

MVP della Copa del Rey
- Velimir Perasović - 1994
- Pablo Laso - 1995
- Elmer Bennett - 1999
- Dejan Tomašević - 2002
- Pablo Prigioni - 2007
- Mirza Teletović - 2009

MVP Supercoppa spagnola
- Luis Scola - 2005
- Tiago Splitter - 2006, 2007
- Pablo Prigioni - 2008

Campione tiri 3 punti liga ACB
- Juan Espil - 1997
- Igor Rakočević - 2007

Prima squadra Liga ACB
- Andrés Nocioni - 2004
- Luis Scola - 2004, 2005, 2006, 2007
- José Calderón - 2005
- Pablo Prigioni - 2006, 2007, 2009
- Igor Rakočević - 2009
- Iōannīs Mpourousīs - 2016
- Ádám Hanga - 2017
- Tornik'e Shengelia - 2018
- Pierriá Henry - 2021

Prima squadra Eurolega
- Dejan Tomašević - 2002
- Arvydas Macijauskas - 2005
- Luis Scola - 2006, 2007
- Tiago Splitter - 2008
- Igor Rakočević - 2009
- Fernando San Emeterio - 2011
- Iōannīs Mpourousīs - 2016
- Tornik'e Shengelia - 2018

Seconda squadra Eurolega
- Andrés Nocioni - 2003, 2004
- Luis Scola - 2005
- Pablo Prigioni - 2006, 2007
- Igor Rakočević - 2007
- Tiago Splitter - 2009, 2010
- Tornik'e Shengelia - 2019

## Tifoseria
La tifoseria più calda è costituita dagli Indar Baskonia che in basco significa "forza" intesa come "potenza". Sono nati nel 1986 e sono stati promotori di una campagna molto forte e riconosciuta poi dalla Società di mantenere sempre i colori sociali Rosso e Blu sulle maglie da gioco. Infatti troppe volte gli sponsor con il loro arrivo imponevano il cambio dei colori sulle maglie da gioco.
Nello Stato Spagnolo hanno una forte rivalità con la tifoseria del Real Madrid Baloncesto mentre hanno un gemellaggio con gli Impresentables, Gruppo che segue le sorti dell'Estudiantes Madrid. Sono gemellati anche in maniera forte con la Fossa dei Leoni della Fortitudo Bologna.

## Sponsor
Al di fuori del territorio spagnolo il club è stato ricordato per anni col nome di TAU Cerámica Baskonia, dal marchio dell'azienda produttrice di ceramiche TAULELL. In origine, la TAULELL utilizzò un altro dei nomi appartenenti al suo brand, cioè Taugres, prima di iniziare a chiamarsi TAU Cerámica dal 1997. Con l'ingresso, nel 2009, della Cassa di Risparmio Caja Laboral come sponsor principale, è anche cresciuto l'investimento del marchio nel budget del club.